# Laurell K. Hamilton
Laurell K. Hamilton (Heber Springs, Arkansas, 1963. február 19. –) amerikai írónő.

## Élete
Miután édesanyja autóbalesetben meghalt, nagyanyja nevelte fel Arkansas államban. Biológiából és irodalomból diplomázott. Első könyve, a Bűnös vágyak 1994-ben jelent meg, amelyet azóta több mint egy tucat követett az Anita Blake-sorozatban. Hamilton azóta meghódította vele az egész világot, a könyvek minden országban gyakori szereplői a sikerlistáknak. Anita Blake figurája olvasók millióit tette rajongóvá, a könyvekből azóta képregény is készült, valamint egy tévésorozat előkészületei is megkezdődtek. A sorozat huszadik része 2011-ben jelent meg Hit List címmel. E mellett Hamilton lassan hasonló népszerűséget ér el a tündérhercegnőből magánnyomozóvá vált Merry Gentry-sorozatával is, amit a 2000-es években indított. A széria eddig nyolc kötetnél tart.
Laurell K. Hamilton férjével, kislányával és három kutyájával Missouri államban, St. Louisban él.

## Regények

### Anita Blake-sorozat
- Bűnös vágyak (1993; magyar kiadás: 2003, Agave Könyvek ISBN 963 863 6106)
- A nevető holttest (1994; magyar kiadás: 2003, Agave Könyvek ISBN 963 711 8209)
- A kárhozottak cirkusza (1995; magyar kiadás: 2004, Agave Könyvek ISBN 978-615-5049-01-9)
- Telihold Kávézó (1996; magyar kiadás: 2004, Agave Könyvek ISBN 978-963-7118-89-0)
- Véres csontok (1996; magyar kiadás: 2004, Agave Könyvek ISBN 978-963-7118-92-0)
- Gyilkos tánc (1997; magyar kiadás: 2005, Agave Könyvek ISBN 978-615-5049-02-6)
- Égő áldozatok (1998; magyar kiadás: 2005, Agave Könyvek ISBN 963 711 8179)
- Sápadt Hold (1998; magyar kiadás: 2005, Agave Könyvek ISBN 963 711 8225)
- Obszidián pillangó (2000; magyar kiadás: 2006, Agave Könyvek ISBN 963 711 8357)
- Leláncolt Nárcisszusz 1-2 (2001; magyar kiadás: 2006, Agave Könyvek ISBN 963 711 8551)
- Égkék bűnök (2003; magyar kiadás: 2007, Agave Könyvek ISBN 9789637 118722)
- Lidérces álmok 1-2 (2004; magyar kiadás: 2007, Agave Könyvek ISBN 978-963-7118-86-9)
- Micah (2006; magyar megjelenés: 2012,Agave Könyvek ISBN 978-615-527-20-35) (novella)
- Haláltánc (2006; magyar kiadás: 2008, Agave Könyvek ISBN 978-963-9868-09-0)
- A Harlekin (2007; magyar kiadás: 2009, Agave Könyvek ISBN 978-963-9868-42-7)
- Fekete vér (2008; magyar kiadás: 2010, Agave Könyvek ISBN 978-963-9868-82-3)
- Fogat fogért (2009; magyar kiadás: 2011, Agave Könyvek ISBN 978-615-5049-38-5)
- Végzetes Flört (2010; magyar kiadás: 2012, Agave Könyvek ISBN 978-615-5049-78-1) (novella)
- Ezüstgolyó (2010; magyar kiadás: 2013, Agave Könyvek ISBN 978-615-527-22-26)
- Tigrisvadászat (2011; magyar kiadás 2014, Agave Könyvek ISBN 978-615-546-81-17)
- Halálcsók (2012, magyar kiadás 2015, Agave Könyvek ISBN 978-615-552-23-52)
- Ragály (2013, magyar kiadás 2015, Agave Könyvek ISBN 978-615-552-28-57)
- Tánc (2013, magyar kiadás 2015, a Ragály c. könyv tartalmazza) (novella)
- "Shut down" (2013)
- Jason (2014, magyar kiadás 2016, Agave Könyvek ISBN 9789634190530) (novella)
- Fagyos Halál (2015)
- Vérvörös végzet ( magyar kiadás 2017)
- Elátkozott kígyók (magyar kiadás 2019)
- Övön alul (magyar kiadás 2021)
- Izzás (magyar kiadás 2022)
- Sárkányölő (magyar kiadás 2023)

### Merry Gentry-sorozat
- Árnyak csókja (2000; magyar kiadás: 2007, Agave Könyvek ISBN 9789 637 118623)
- Az alkony ölelése (2002; magyar kiadás: 2007, Agave Könyvek ISBN 978-963-7118-82-1)
- A holdfény csábítása (2004; magyar kiadás: 2008, Agave Könyvek ISBN 978 963 7118 791)
- Az éjfél simogatása (2005; magyar kiadás: 2009, Agave Könyvek ISBN 978-963-9868-57-1)
- Misztrál csókja (2006; magyar kiadás: 2010, Agave Könyvek ISBN 978-963-9868-95-3)
- Fagyos érintés (2007; magyar kiadás 2011, Agave Könyvek ISBN 978-615-5049-56-9)
- Elnyel a sötétség (2008; magyar kiadás 2012, Agave Könyvek ISBN 978-615-5049-96-5)
- Isteni vétkek (Divine Misdemeanors, 2009); ford. Hodász Eszter; Agave Könyvek, Budapest, 2013 (Merry Gentry) ISBN 9786155272363)
- Borzongató fény (A shiver of light, 2014); ford. Hodász Eszter; Agave Könyvek, Budapest, 2014 (Merry Gentry) ISBN 9786155468728)

## Magyarul
- Bűnös vágyak; ford. Jellinek Gyöngyvér; Agave Könyvek, Budapest, 2003 (Anita Blake, vámpírvadász)
- A nevető holttest; ford. Jellinek Gyöngyvér, Vácziné Arnold Éva; Agave Könyvek, Budapest, 2003 (Anita Blake, vámpírvadász)
- A kárhozottak cirkusza; ford. Jellinek Gyöngyvér; Agave Könyvek, Budapest, 2004 (Anita Blake, vámpírvadász)
- Telihold Kávézó; ford. Kós Krisztina; Agave Könyvek, Budapest, 2004 (Anita Blake, vámpírvadász)
- Véres csontok; ford. Jellinek Gyöngyvér; Agave Könyvek, Budapest, 2004 (Anita Blake, vámpírvadász)
- Gyilkos tánc; ford. Jellinek Gyöngyvér; Agave Könyvek, Budapest, 2005 (Anita Blake, vámpírvadász)
- Égő áldozatok; ford. Gálla Nóra; Agave Könyvek, Budapest, 2005 (Anita Blake, vámpírvadász)
- Sápadt Hold; ford. Gálla Nóra; Agave Könyvek, Budapest, 2005 (Anita Blake, vámpírvadász)
- Obszidián pillangó; ford. Gálla Nóra; Agave Könyvek, Budapest, 2006 (Anita Blake, vámpírvadász)
- Leláncolt Nárcisszusz; ford. Török Krisztina; Agave Könyvek, Budapest, 2006 (Anita Blake, vámpírvadász)
- Égkék bűnök; ford. Török Krisztina; Agave Könyvek, Budapest, 2007 (Anita Blake, vámpírvadász)
- Lidérces álmok; ford. Török Krisztina; Agave Könyvek, Budapest, 2007 (Anita Blake, vámpírvadász)
- Árnyak csókja; ford. Hodász Eszter; Agave Könyvek, Budapest, 2007 (Merry Gentry)
- Az alkony ölelése; ford. Hodász Eszter; Agave Könyvek, Budapest, 2007 (Merry Gentry)
- A holdfény csábítása; ford. Hodász Eszter; Agave Könyvek, Budapest, 2007 (Merry Gentry)
- Egy sötét úr halála; ford. Antoni Rita; Delta Vision, Budapest, 2008
- Haláltánc; ford. Török Krisztina; Agave Könyvek, Budapest, 2008 (Anita Blake, vámpírvadász)
- Varázslat, mint hőhullám a bőrömön; in: Szenvedély téren és időn túl; ford. Kiss Tamás; Gold Book, Debrecen, 2008
- A lány, akit elbűvölt a halál; ford. Lukács Lászlóné; in: Karó; Ulpius-ház, Budapest, 2009
- Az éjfél simogatása; ford. Hodász Eszter; Agave Könyvek, Budapest, 2009 (Merry Gentry)
- A harlekin; ford. Török Krisztina; Agave Könyvek, Budapest, 2009 (Anita Blake, vámpírvadász)
- Fekete vér; ford. Török Krisztina; Agave Könyvek, Budapest, 2010 (Anita Blake, vámpírvadász)
- Misztrál csókja; ford. Hodász Eszter; Agave Könyvek, Budapest, 2010 (Merry Gentry)
- Fagyos érintés; ford. Hodász Eszter; Agave Könyvek, Budapest, 2011 (Merry Gentry)
- Fogat fogért; ford. Török Krisztina; Agave Könyvek, Budapest, 2011 (Anita Blake, vámpírvadász)
- Végzetes flört; ford. Török Krisztina; Agave Könyvek, Budapest, 2012 (Anita Blake, vámpírvadász)
- Micah; ford. Török Krisztina; Agave Könyvek, Budapest, 2012 (Anita Blake, vámpírvadász)
- Elnyel a sötétség; ford. Hodász Eszter; Agave Könyvek, Budapest, 2012 (Merry Gentry)
- Isteni vétkek; ford. Hodász Eszter; Agave Könyvek, Budapest, 2013 (Merry Gentry)
- Ezüstgolyó; ford. Török Krisztina; Agave Könyvek, Budapest, 2013 (Anita Blake, vámpírvadász)
- Tigrisvadászat; ford. Török Krisztina; Agave Könyvek, Budapest, 2014 (Anita Blake, vámpírvadász)
- Borzongató fény; ford. Hodász Eszter; Agave Könyvek, Budapest, 2014 (Merry Gentry)
- Ragály / Tánc; ford. Török Krisztina; Agave Könyvek, Budapest, 2015 (Anita Blake, vámpírvadász)
- Halálcsók; ford. Török Krisztina; Agave Könyvek, Budapest, 2015 (Anita Blake, vámpírvadász)
- Fagyos halál; ford. Török Krisztina; Agave Könyvek, Budapest, 2016
- Jason; ford. Török Krisztina; Agave Könyvek, Budapest, 2016 (Anita Blake, vámpírvadász)
- Vérvörös végzet, 1-2.; ford. Török Krisztina; Agave Könyvek, Budapest, 2017 (Anita Blake, vámpírvadász)
- Elátkozott kígyók; ford. Török Krisztina; Agave Könyvek, Budapest, 2019 (Anita Blake, vámpírvadász)
- Övön alul; ford. Török Krisztina; Agave Könyvek, Budapest, 2021 (Anita Blake, vámpírvadász)
- Angyalok rettentő bukása; ford. Török Krisztina; Agave Könyvek, Bp., 2022
- Rafael; ford. Török Krisztina; Agave Könyvek, Bp., 2022 (Anita Blake, vámpírvadász)
- Izzás; ford. Török Krisztina; Agave Könyvek, Bp., 2023 (Anita Blake, vámpírvadász)
- Sárkányölő; ford. Török Krisztina; Agave Könyvek, Bp., 2024 (Anita Blake, vámpírvadász)